# Sentinel (czołg)
AC1 Sentinel – czołg australijski z okresu II wojny światowej opracowany w obliczu groźby inwazji japońskiej. Do powstania tego wozu przyczynił się też fakt, że Brytyjczycy we wczesnej fazie wojny na Pacyfiku nie posiadali żadnych rezerw pancernych, które mogliby odesłać do Australii. W rezultacie powstał czołg zdolny z powodzeniem nawiązać walkę z dowolnym czołgiem japońskim. Podobnie jak kanadyjski czołg Ram, który bazował na wcześniejszej konstrukcji (M3 Lee), „Sentinel” bazował na czołgu brytyjskim „Crusader”.

## Historia konstrukcji
Z chwilą wybuchu wojny w Europie rząd Australii zwrócił się do rządu Wielkiej Brytanii o dostarczenie różnych typów uzbrojenia w tym czołgów. Miały one pomóc w obronie Australii przed inwazją Japonii. Wobec braku rezerw sprzętowych w Wielkiej Brytanii, złożono zamówienie w USA. Niestety USA dysponowała tylko przestarzałym czołgiem M2. Równolegle w listopadzie 1940 roku Australijski Sztab Główny zadecydował o budowie nowoczesnego czołgu szybkiego o masie 16-20 ton, uzbrojonego w armatę 2-funtową (40 mm) i chronionego pancerzem o grubości 50 mm. Oceniano, że potrzebnych będzie ok. 2000 wozów. Planowano, że pierwszy czołg będzie gotowy w lipcu 1941 roku, a co miesiąc zakłady produkcyjne miało opuszczać ok. 70 maszyn. Jednak pierwsze 3 prototypy czołgu skonstruowano dopiero w styczniu 1942 roku, zaś masowa produkcja ruszyła sierpniu 1942 roku i trwała do lipca 1943 roku. 

## Konstrukcja
Czołg szybki AC1 posiadał kadłub z łączonych elementów odlewanych. Grubość kadłuba pancerza wynosiła od 25 do 65 mm. Czołgi produkowane były w zakładach kolejowych „Chullora Railway Workshops” w Sydney.  Aby uprościć produkcję, wykorzystano gotowe części innych czołgów brytyjskich. Masa bojowa wynosiła 28,45 t.
Ponieważ w Australii nie produkowano wówczas silników o odpowiednio dużej mocy, AC1 „Sentinel” napędzany był trzema 8-cylindrowymi, gaźnikowymi silnikami Cadillac mod. 75, każdy o mocy 86 kW (117 KM) i pojemności 5,7l pracujących w układzie „liścia koniczyny”. Wały napędowe ze wszystkich silników spotykały się w skrzyni transferowej umieszczonej pod wieżą armatnią, a stamtąd pojedynczy wał przechodził do przodu do głównej skrzyni przekładniowej. Skrzynia biegów była 5-biegowa (4 do przodu i 1 do tyłu). Silniki chłodzone były cieczą, a łączna ich moc wynosiła 330 KM.
Czołg został uzbrojony w armatę 2-funtową OQF Mk IX kal. 40 mm -  (planowano użyć nowocześniejszego działa 6-funtowego, ale nie było ono wówczas dostępne w Australii)] i dwa karabiny maszynowe Vickers kal. 7,7 mm (jeden umieszczony w półkulistej kopułce z przodu kadłuba, drugi sprzężony z armatą). Charakterystyczne jarzmo działa oparte było na systemie francuskim typu Hotchkiss z czołgu H-35.
Oczywiście nie obyło się bez problemów i usterek. Obracana elektrycznie wieża przestawała działać w momencie gdy kadłub czołgu był pochylony, a system chłodzenia był nieodpowiedni do warunków klimatycznych. Po wypuszczeniu serii kilkudziesięciu pojazdów dalszej produkcji zaniechano ze względu na łatwość dostaw odpowiedniego sprzętu z USA. Łącznie wyprodukowano 66 czołgów oznaczonych numerami od 8001 do 8065. Projektanci zdecydowali się jednak na dalsze eksperymenty.
Z uwagi na bardzo małą skuteczność uzbrojenia AC-1 opracowano drugą wersję czołgu - AC3, miała znacznie lepsze  opancerzenie i uzbrojenie. Pojazd miał zmodyfikowany kadłub i większy pierścień wieży. Logicznym następcą armaty 6-funtowej była haubicoarmata 25-funtowa (angielskie 17-funtowe działo przeciwpancerne nie było dostępne w Australii). W tej sytuacji, wykorzystując doświadczenie zdobyte przy projekcie „Short” Mark I, w bardzo krótkim czasie zaprojektowano czołgową wersję tej armaty. Niestety nie nadawała się do zwalczania czołgów. W tej wersji z czołgu usunięto karabin maszynowy w kadłubie i zmniejszono załogę o jednego członka, aby zrobić więcej miejsca na składowanie amunicji większego kalibru. Napęd czołgu stanowiły nadal 3 silniki Cadillaca V8, ale tym razem zamontowano je na wspólnym wale korbowym – bardzo podobne rozwiązanie zastosowano w kilku modelach amerykańskich czołgów M3 i M4.
Następna wersja „Sentinela” – AC4 została wyposażone w najlepsze przeciwpancerne działo znajdujące się w arsenale aliantów – brytyjskie działo 17-funtowe. Ciekawie rozwiązano problem braku tych dział w Australii w fazie testowej – aby symulować duży odrzut działa 17-funtowego wyprodukowano wieżę czołgu z dwiema armatami 25-funtowymi, które strzelając równocześnie dawały odrzut większy niż jedna „siedemnastka”, co wykazało przydatność wieży „Sentinela” do uzbrojenia w tę armatę.
Wszystkie wyprodukowane czołgi były używane wyłącznie z celach szkoleniowych, badawczych i testowych, australijskie jednostki pancerne w tym czasie uzbrojone były wyłącznie w czołgi amerykańskie i brytyjskie.
W 1943 australijska 3. Brygada Pancerna otrzymała kilkanaście czołgów AC1, które zostały zewnętrzne zmodyfikowane, aby wyglądem przypominały czołgi niemieckie i mogły wziąć udział w filmie „Szczury Tobruku” Film w bazie IMDb (ang.).
Do naszych czasów dotrwały jeszcze tylko 4 egzemplarze. Jeden z czołgów można dzisiaj obejrzeć w Muzeum Czołgów w Bovington w Wielkiej Brytanii. Pojazd ten został podczas wojny przesłany tam drogą morską dla przeprowadzenia prób. Drugi znajduje się w Szkole Pancernej w Puckapunyal w Wiktorii i jest maskotką Australijskiego Królewskiego Korpusu Pancernego. Jedyny pojazd AC3 znajduje się w Australian War Memorial w Canberze i ostatni w bardzo złym stanie jest w posiadaniu prywatnego muzeum w Wiktorii.

## Odmiany czołgu
- AC1 „Sentinel”

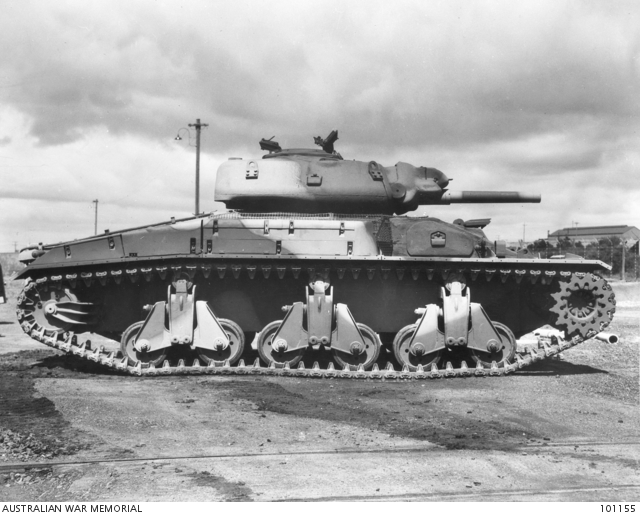
Wersja AC3

armata 2-funtowa, dwa karabiny maszynowe Vickers, trzy silniki Cadillaca V8 w konfiguracji „liścia koniczyny”.
- AC3

haubicoarmata 25-funtowa, karabin maszynowy Vickers, trzy silniki Caddilaca V8 na wspólnym wale korbowym.
- AC4

armata 17-funtowa, karabin maszynowy Vickers, napęd jak w AC3.